# Henckelia kolokensis
Henckelia kolokensis är en tvåhjärtbladig växtart som beskrevs av Brian Laurence Burtt. Henckelia kolokensis ingår i släktet Henckelia och familjen Gesneriaceae. Inga underarter finns listade i Catalogue of Life.